# Githa Sowerby

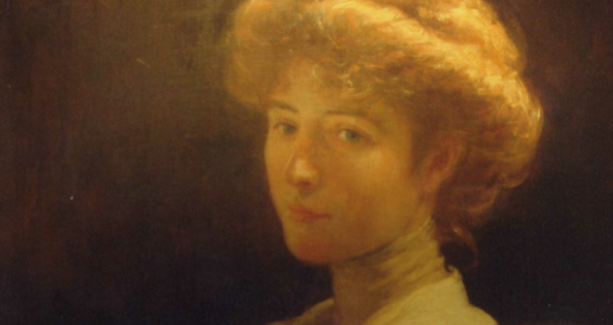
Porträt von George Percy Jacomb-Hood, um 1912

Katherine Githa Sowerby (6. Oktober 1876 – 30. Juni 1970) war eine englische Dramatikerin und Kinderbuchautorin.

## Leben
Sowerby wurde 1876 als Tochter der Sowerbys, einer Glasmacherfamilie, geboren. 1905 zog sie mit ihrer Schwester nach London und veröffentlichte Kinderbücher. Am 31. Januar 1912 wurde ihr Theaterstück Rutherford and Son: A Play in Three Acts im Royal Court Theatre uraufgeführt. Sie schrieb noch sechs weitere Theaterstücke.
Sowerby war verheiratet und hatte eine Tochter.

## Erfolg
Rutherford and Son ist bis heute Sowerbys bekanntestes Stück. Nach seiner Uraufführung 1912 wurde es in mehrere Sprachen übersetzt und weltweit aufgeführt, am 23. April 1914 unter dem Titel Romford und Sohn erstmalig auf Deutsch in München. 1914 schrieb die Anarchistin Emma Goldman über Sowerby: „Bis zum Erscheinen der Autorin von Rutherford and Son hatte kein Land eine einzige bedeutende Dramatikerin hervorgebracht.“ In den 1980er-Jahren wurde es von der feministischen Literaturwissenschaft wiederentdeckt. 1994 inszenierte die britische Regisseurin Katie Mitchell das Stück. 2009 erschien die erste Biographie über Sowerby (Patricia Riley: Looking for Githa). Im selben Jahr schrieb Mark Brown im Guardian: „Als Rutherford and Son 1912 uraufgeführt wurde, war es eine Sensation: ein vernichtender Angriff auf das inakzeptable Gesicht des Kapitalismus, der das Publikum im West End, am Broadway und auf der ganzen Welt in seinen Bann zog. Und als die Presse entdeckte, dass der Autor – für die damalige Zeit erstaunlich – eine Frau war, wurde Githa Sowerby sofort zu einer Berühmtheit und einem feministischen Helden. Doch fast 100 Jahre später ist Sowerby aus der Geschichte verschwunden.“ 2019 wurde das Stück sowohl im National Theatre in London als auch in den Sheffield Theatres aufgeführt. 2024 feierte das Stück österreichische Erstaufführung am Schauspielhaus Graz – die erste deutschsprachige Aufführung seit 1914.
Rutherford and Son wurde vom National Theatre in die Liste der 100 wichtigsten Stücke des 20. Jahrhunderts aufgenommen.

## Werke

### Theaterstücke / Aufführungsgeschichte
Rutherford and Son (1912)
- 31. Januar 1912, Royal Court Theatre, London (Uraufführung)
- 23. April 1914, Münchener Schauspielhaus (Deutschsprachige Erstaufführung unter dem Titel Romford und Sohn, Übersetzung: Frank E. Washburn-Freund)
- 29. November 1952, BBC Home Service (Radio)[9]
- 17. Juni 1980, Royal Court Theater, London (Regie: Julie Holledge / Mrs Worthington's Daughters)
- 20. September 1988, New End Theatre, Hampstead (Regie: Wyn Jones)
- 10. Juli 1991, Stephen Joseph Theatre, Scarborough (Regie: Alan Ayckbourn)
- 2. Juni 1994, Royal National Theatre, London (Regie: Katie Mitchell)
- 16. Mai 2019, National Theatre, London (Regie: Polly Findlay)
- 11. Juni 2019, TimeLine Theatre Company, Chicago (Regie: Mechelle Moe)
- 11. Januar 2024, Schauspielhaus Graz (Regie: Jakab Tarnóczi, Österreichische Erstaufführung unter dem Titel Rutherford und Sohn, nach einer Übersetzung von Gerhild Steinbuch)

Before Breakfast (1912)
Jinny (1914)
A Man and Some Women (1914)
- 26. Oktober 1914, Gaiety Theatre, Manchester (Uraufführung)

Sheila (1917)
The Stepmother (1924)
- 13. Januar 1924, London's New Theatre (Uraufführung)
- 23. Mai 2008, Shaw Festival, Kanada (Regie: Jackie Maxwell)
- 6. Februar 2013, Orange Tree Theatre, Richmond (Regie: Sam Walters)
- 5. März 2014, York Theatre Royal Studio (Regie: Maggie Smales)
- 11. August 2017, Chichester Festival Theatre (Regie: Richard Eyre)
- 27. Mai 2019, Lace Market Theatre, Nottingham (Regie: Cynthia Marsh)

Direct Action (zwischen 1937 und 1978)
- 2020, Zoom-Performance (Regie: Graham Watts, Uraufführung)

### Kinderbücher
- The Wise Book (1906)
- Childhood (1907)
- The Bumbletoes (1907)
- Yesterday's Children (1909)
- The Happy Book (1909)
- Little Stories for Little People (1910)
- Little Plays for Little People (1910)
- My Birthday (1911)
- The Merry Book (1911)
- Little songs for little people (1911)
- Poems of Childhood (1912)
- Little plays for school and home (1912)
- The pretty book (1914)
- The Gay Book (1915)
- The dainty book (1915)
- Cinderella (1915)
- The Bright Book (1916)
- The Bonnie Book (1918)
- The glad book (gem. mit Natalie Joan, 1935)